# Obi (ögrupp)

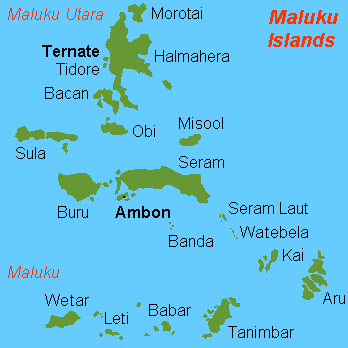
översiktskarta

Obi eller Obiöarna (indonesiska Kepulauan Obi, tidigare Ombi Eilanden) är en ögrupp i Maluku Utaraprovinsen i Indonesien i västra Stilla havet.

## Geografi
Obiöarna är en ögrupp bland Moluckerna och ligger cirka 2 200 km nordöst om Djakarta och cirka 250 km söder om huvudön Ternate. De geografiska koordinaterna är 1°30′ S och 127°45′ Ö.
Ögruppen har en area om cirka 2 542 km² och täcks till stora delar av regnskog. De största öarna är
- Obi, huvudön, cirka 84 km lång och 47 km bred
- Pulau Bisa
- Pulau Obilatu
- Pulau Tubalai

Området har cirka 20 000  invånare. Huvudorten är Lauwi (Laiwul) på huvudöns nordöstra del. Den högsta höjden är den cirka 1 611 m ö.h. på Obiön.
Förvaltningsmässigt ingår ögruppen i "kabupaten" (distrikt) Halmahera Selatan och är indelad i 2 "kecamatan" (kommun).

## Historia
Obiöarna beboddes troligen av melanesier redan cirka 1500 f.Kr. och har länge legat inom sultanatet Ternates inflytandeområde.
I början på 1600-talet anlände holländare från Vereenigde Oostindische Compagnie (Holländska Ostindiska Kompaniet) till ögruppen som kring 1682 slutligen hamnade under nederländsk överhöghet. Då byggdes även fortet Den Briel.
Nederländerna behöll kontrollen över ön, förutom en kort tid under andra världskriget då området ockuperades av Japan, fram till Indonesiens självständighet 1949.
I början på 1999 utbröt oroligheter mellan kristna och muslimer som dock inte blev så våldsamma som på andra ställen i Moluckerna. Samma år delades provinsen Moluckerna i två områden och Obiöarna blev del i Maluku Utara (Norra Moluckerna).